# Apogon doederleini
Apogon doederleini är en fiskart som beskrevs av Jordan och Snyder, 1901. Apogon doederleini ingår i släktet Apogon och familjen Apogonidae. Inga underarter finns listade i Catalogue of Life.

## Bildgalleri

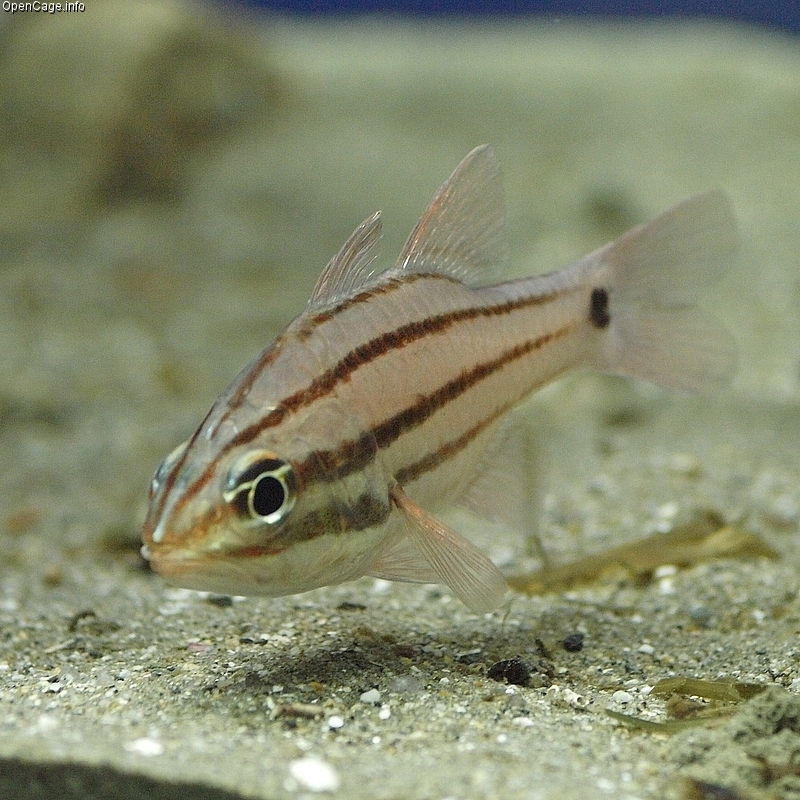
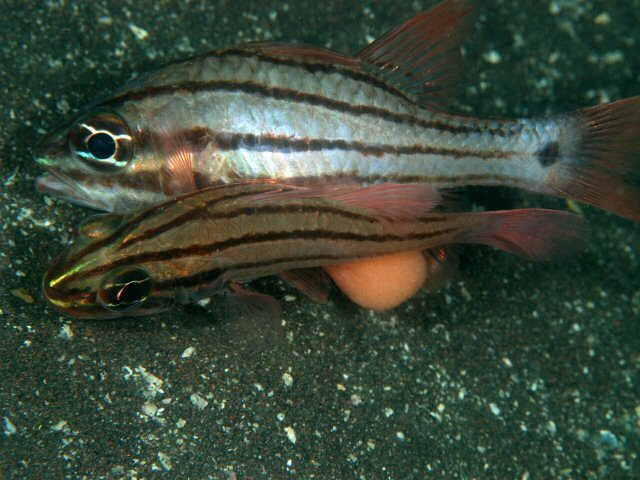